# Wiunawis Hernández
Wiunawis Nairobys Hernández (19 de agosto de 1974) es una deportista venezolana que compitió en halterofilia adaptada, especialista en 44 - 60 kg.
A nivel continental, participó en los Juegos Parapanamericanos de 2011 en Guadalajara, donde recibió la medalla de bronce en su especialidad con un puntaje total de 97.15 puntos; mientras que ha representado a su país en varios campeonatos nacionales e internacionales, entre los que destacan el quinto lugar en el Campeonato del mundo de 2002 y la sexta posición en la versión 2010 del mismo torneo.